# TV-3443
La TV-3443 és una carretera local de les comarques del Montsià i Baix Ebre, reemplaçada en bona part per la C-12. Discorre pels termes municipals d'Amposta, al Montsià, i de Tortosa, al Baix Ebre.Duu la T perquè és de les carreteres que pertanyen a la demarcació de Tarragona, i la V pel seu antic caràcter de carretera veïnal.
Arrenca a Amposta, a la cruïlla del carrer de Sant Josep amb l'avinguda de l'Alcalde Palau, cap al nord-oest seguint el carrer de Sant Josep i després el del Grau, fins al final. Aleshores torça cap al nord-est i nord tot seguit, seguint la riba dreta del canal de la Dreta de l'Ebre. Al cap de poc més d'un quilòmetre arriba ran del Molí de Calatrava, on s'aboca a la carretera C-12 just al lloc on, per damunt, discorre l'AP-7. Quan la C-12 arriba a l'encreuament del pont de la Carrova, la carretera torna a emergir passant a la riba esquerra del Canal, i continua paral·lela a aquest cap al nord-oest, fins que travessa el canal i s'aboca a la C-12 un quilòmetre a llevant de Vinallop.